# Temotusolfjäderstjärt
Temotusolfjäderstjärt (Rhipidura melanolaema) är en fågelart i familjen solfjäderstjärtar inom ordningen tättingar.

## Utbredning och systematik
Fågeln förekommer enbart i ögruppen Santa Cruz-öarna i Salomonöarna och delas in i två underarter med följande utbredning:
- R. m. melanolaema – ön Vanikoro i södra Santa Cruz-öarna
- R. m. utupuae – Utupua, i centrala Santa Cruz-öarna

Tidigare kategoriserades den som en del av rostgumpad solfjäderstjärt (Rhipidura rufifrons).

## Status
Temotusolfjäderstjärten kategoriseras av IUCN som livskraftig.